# El Blayés

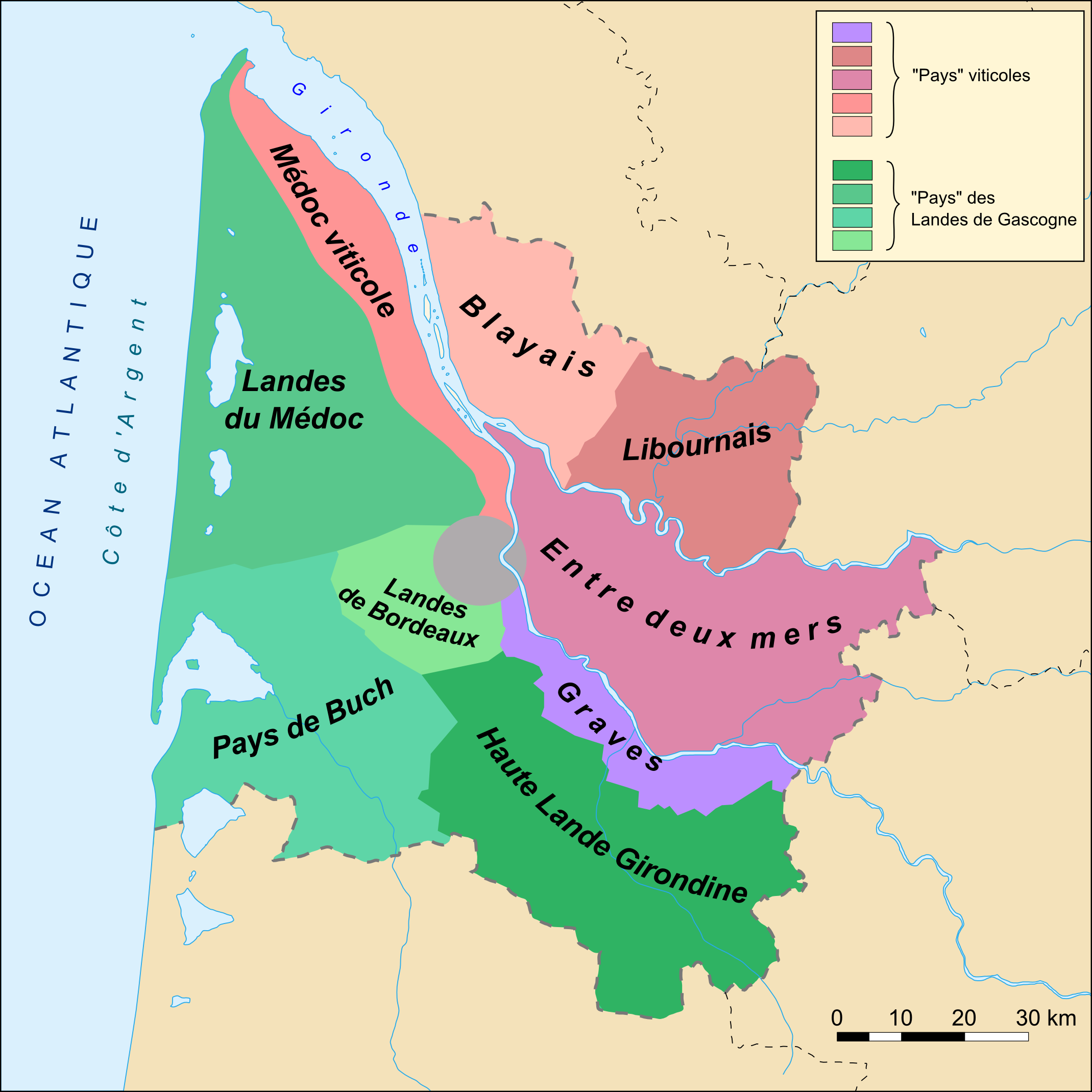
Mapa de la Gironda.

El Blayés (en francés: Blayais) es una región del suroeste de Francia, situado en torno a Blaye al norte del departamento de la Gironda, en la región de Nueva Aquitania, entre el estuario de la Gironda y el departamento de Charente Marítimo. Es uno de los componentes del País Gabaye. Se trata de una región menor dentro del viñedo de Burdeos.

## Economía
- Región sobre todo conocida por su viñedo (Blayais) y sus denominaciones de origen vitícolas: Blaye, Côtes de Blaye y Premières Côtes de Blaye.
- Central nuclear del Blayais.
- Espárragos.